# Velika nagrada Penya Rhina 1935
Velika nagrada Penya Rhina 1935 je bila neprvenstvena dirka za Veliko nagrado v sezoni 1935. Odvijala se je 30. junija 1935 na španskem dirkališču Montjuic.

## Poročilo

### Pred dirko
Auto Union je imel težave z uplinjačem na novem 5,6 L motorju, zato se dirke kljub napovedi niso udeležili, ker so želeli rešiti težavo pred dirko za Veliko nagrado Nemčije. Manfred von Brauchitsch ni štartal na dirki, ker je moštvo Mercedes-Benz pripeljalo le dva dirkalnika. Scuderia Ferrari je razdelila svoje moštvo na dva dela, saj je istočasno porekala še dirka za Veliko nagrado Lorene, Antonio Brivio je nastopil prvič po trčenju na dirki za Veliko nagrado Tripolija.

### Dirka
Brez dirkačev Auto Uniona v konkurenci, sta Mercedesova dirkača Luigi Fagioli in Rudolf Caracciola relativno lahko prišla do dvojne zmage. Tokrat je Fagioli zmagal v tem dvoboju, Caracciola pa se je moral zadovoljiti z drugim mestom. Le še Tazio Nuvolari je bil na koncu dirke v istem krogu z Mercedesovima dirkačema, Maseratiji pa se niso izkazali za dobre na tem dirkališču. še najboljši je bil povratnik po poškodbi Brivio z dvema krogoma zaostanka četrti. 

## Rezultati

### Dirka
| Poz | Št | Dirkač                  | Moštvo                    | Dirkalnik          | Krogi | Čas/Odstop  | Št. m. |
| --- | -- | ----------------------- | ------------------------- | ------------------ | ----- | ----------- | ------ |
| 1   | 10 | Luigi Fagioli           | Daimler-Benz AG           | Mercedes-Benz W25B | 70    | 2:27:38,0   | 2      |
| 2   | 2  | Rudolf Caracciola       | Daimler-Benz AG           | Mercedes-Benz W25B | 70    | + 47,6 s    | 1      |
| 3   | 4  | Tazio Nuvolari          | Scuderia Ferrari          | Alfa Romeo P3      | 70    | + 1:34,4    | 3      |
| 4   | 8  | Antonio Brivio          | Scuderia Ferrari          | Alfa Romeo P3      | 68    | +2 kroga    | 4      |
| 5   | 14 | Goffredo Zehender       | Scuderia Subalpina        | Maserati 6C-34     | 67    | +3 krogi    | 6      |
| 6   | 20 | Luigi Soffietti         | Privatnik                 | Maserati 8CM       | 64    | +6 krogov   | 7      |
| Ods | 24 | »Mlle. Hellé-Nice«      | Privatnica                | Alfa Romeo Monza   | 52    | Diferencial | 11     |
| Ods | 26 | Salvador García         | Privatnik                 | Bugatti T51        | 43    | Meh. okvara | 10     |
| Ods | 18 | José de Villapadierna   | Scuderia Villapadierna    | Maserati 8CM       | 21    | Meh. okvara | 8      |
| Ods | 6  | Philippe Étancelin      | Scuderia Subalpina        | Maserati 6C-34     | 10    | Požar       | 5      |
| Ods | 22 | Pierre Rey              | Privatnik                 | Bugatti T51        | 7     | Motor       | 9      |
| DNS |    | Manfred von Brauchitsch | Daimler-Benz AG           | Mercedes-Benz W25B |       |             |        |
| DNA | 12 | Bernd Rosemeyer         | Auto Union                | Auto Union B       |       |             |        |
| DNA | 16 | ?                       | Officine Alfieri Maserati | Maserati 6C-34     |       |             |        |